# Tim Pigott-Smith
Timothy Peter Pigott-Smith, OBE (13 de maio de 1946 - 7 de abril de 2017) foi um ator e escritor inglês. Ele era mais conhecido por seu papel como Ronald Merrick na série de televisão The Jewel in the Crown, pelo qual ganhou o BAFTA de Melhor Ator em Televisão em 1985.

## Carreira
Seus outros papéis notáveis na TV incluíram The Chief, Midsomer Murders, The Vice, As Suspeitas do Sr. Whicher, King Charles III e dois episódios da oitava temporada da série de ficção científica Doctor Who (The Claws of Axos de 1971 e The Masque of Mandragora de 1976). Pigott-Smith apareceu em muitos filmes de sucesso, incluindo: Fúria de Titãs, Gangues de Nova York (2002), Johnny English (2003), Alexander (2004), V for Vendetta (2005), 007 - Quantum of Solace (2008), Red 2 - Aposentados e Ainda Mais Perigosos (2013) e O Destino de Júpiter (2015).

## Morte
Pigott-Smith foi encontrado morto em 7 de abril de 2017, aos 70 anos. Sua morte foi atribuída a causas naturais. Ele está enterrado no cemitério de Highgate.